# Mousa
Mousa (en nòrdic antic: Mosey "illa molsosa") és una petita illa que forma part de l'arxipèlag de les Shetland (Escòcia). Està deshabitada des del segle xix.
Aquesta illa és coneguda pel broch de Mousa, torre rodona de l'edat del ferro, i és considerada una zona d'especial protecció per les colònies de cria de hidrobàtids.

## Geografia
Mousa està aproximadament a una milla des de la costa oriental de l'illa principal de les Shetland, al voltant de vint quilòmetres al sud de Lerwick. Gairebé dividit en dos per sengles ancorades, East i West Hams, aquesta illa té gairebé dos quilòmetres i mitjà de llarg i gairebé quilòmetre i mitjà d'amplària màxima. Des del punt de vista geològic està formada per jaços de dura arenisca que alternen amb calcàries que el temps fa un sòl fèrtil. Va haver-hi una pedrera que va proporcionar lloses per Lerwick.
El fèrtil sòl de Mousa permet una gran diversitat de plantes, incloent botó blau i salicáceas en les pastures riques en herbes, malgrat el vent, la ruixada salada i el pasturatge de les ovelles.
Els nòrdics tendien a considerar a una illa si es podia circumnavegar, i això incloïa ser capaces d'arrossegar un vaixell sobre terra. D'aquesta manera, Mousa va ser considerada dues illes, anomenades Illa del Nord (North Isle) i l'altra Illa del Sud (South Isle).

## Història

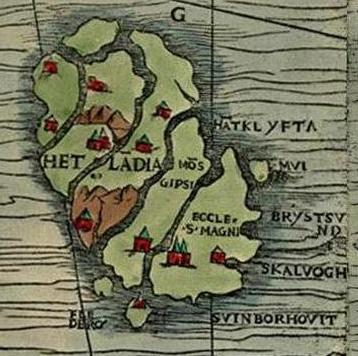
Mousa en una Carta Marina de 1539

El broch de Mousa és la fortificació de l'edat de ferro millor conservada de les illes Britàniques. La torre, de planta rodona, d'uns 2.000 anys d'antiguitat, s'alça sobre la costa rocosa, guardant l'estret de Mousa (Mousa Sound), i és una dels dos brochs existents. L'altre broch, a Burland, a l'illa principal de Shetland (Mainland) està molt pitjor conservada. Molts brochs eren el focus d'un assentament, però mai hi ha hagut una plena recerca arqueològica que confirmi que n'hi hagi hagut a Mousa. Va ser buidada l'any 1860 i 1919. Mousa ha sobreviscut intacte amb l'altura actual i es creu que mai va anar molt més alta del que és avui. Es va lliurar de la recol·lecció de roques per als propers murs de pedra i cases de les granges (avui en ruïnes).
Mousa apareix esmentada en la saga dels jarls de les Òrcades com un lloc que s'usava per defensar durant les invasions, així com un amagatall per enamorats.
El passatge d'entrada en Mousa és llarg, a causa del gran espessor dels seus murs. A la seva base el broch té 15 metres de diàmetre, però l'interior és de només 6 metres de diàmetre. Dins de l'enorme amplària de la base dels murs hi ha una sèrie de càmeres probablement usades per a magatzematge, mentre que en els passadissos dels nivells superiors entre l'interior i la coberta exterior del mur. A l'interior, una sèrie de graons inclinats porten a l'alt del mur. A mig camí cap a l'alt hi ha un replà que probablement donava accés a un nivell superior de l'interior del broch, construït sobre un vorell que recorria la circumferència interior.

## Conservació

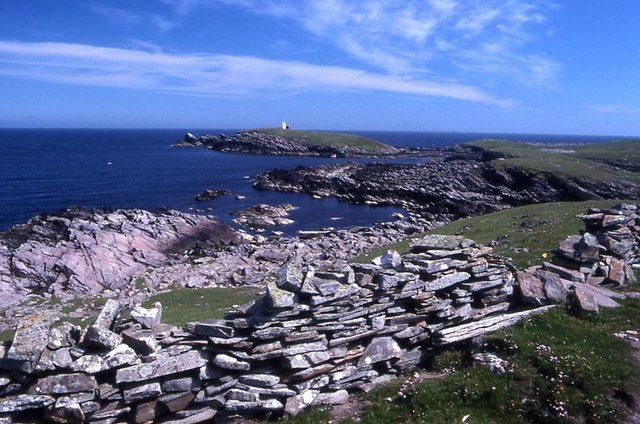
La costa oriental de Mousa cap al Peerie Bard

Mousa és conegut per les seves foques grises i comunes, somorgollaires, Xatrac àrtics i hidrobàtids.
Mousa conserva al voltant de 6.800 parelles de cria d'Escaterets en total. Això representa al voltant del 8% de la població britànica i 2,6% de la població mundial. L'illa ha estat designada una Zona d'especial protecció per a les aus i és administrada com una reserva per la RSPB.
Es poden trobar també hidrobàtids en la reserva d'Haaf Gruney.

## Transport
L'illa s'aconsegueix amb facilitat usant el ferri de només passatgers que opera des de Mainland a Leebitton, Sandwick a la temporada d'estiu.